# Консолидин
Консолидин — алкалоид, который встречается в природе и обладает рядом биологических активностей. Он относится к группе индолизидиновых алкалоидов, содержащих спиральные структуры.
Консолидин был первоначально извлечен из растения Phyllodium pulchellum, которое растет в южной части Африки. Из этого растения консолидин был получен путем экстракции и дальнейшей очистки.
Открытие консолидина объясняет его химическое строение и молекулярную структуру. Он представляет собой циклический алкалоид, состоящий из двух нуклеотидных фрагментов, связанных между собой.
Консолидин обладает несколькими полезными биологическими свойствами. Он демонстрирует антибактериальные и противогрибковые свойства и может использоваться для лечения различных заболеваний. Кроме того, у него есть потенциал как противовоспалительное средство и может быть использован для лечения воспалительных заболеваний.
Консолидин также имеет свойства, помогающие бороться со стрессом и улучшать память. В некоторых исследованиях было выявлено, что он может снижать уровень глюкозы в крови у людей с диабетом.
Таким образом, консолидин представляет собой алкалоид, который обладает несколькими полезными свойствами для человеческого здоровья. Он может быть использован в различных областях, включая медицину и фармацевтическую промышленность. Несмотря на это, дальнейшие исследования необходимы для более глубокого изучения потенциальных преимуществ этого соединения и его возможностей для использования в лечении различных заболеваний.